# I-7 (Bulgarien)
Die I-7 (bulgarisch Републикански път І-7 Republikanski pat I-7, also Republikstraße I-7) ist eine Hauptstraße (erster Ordnung) in Bulgarien.

## Verlauf
Die Republikstraße I-7 fängt am Grenzübergang Ostrow–Silistra an. Er befindet sich im Nordwesten der Stadt Silistra. Die Straße führt, nach Silistra, südlich entlang der Grenze mit Rumänien. Sie entfernt sich wieder von ihr, nachdem sie rechts abbiegt. Die Republikstraße II-71 führt die Strecke an der Grenze weiter.
Südöstlich von Kalipetrowo gibt es eine Kreuzung mit der III-213 und der II-21. Hier biegt die I-7 nach links und führt wieder nach Süden. Bei Dulowo zweigt die Republikstraße II-23 zur Ortschaft ab, die I-7 führt östlich vorbei.
Bis zur nächsten großen Stadt, Schumen, zweigen diverse dritt- und viertklassige Straßen ab, welche hauptsächlich Dörfer erschließen. Nördlich von Schumen führt sie unter der A2 „Hemus“, hat jedoch keine Anschlussstelle mit ihr. Danach vereinigt sie sich mit der I-2 für einige Kilometer. Beide führen die nördliche Umfahrung der Stadt aus, später führt die I-7 die westliche Umfahrung alleine aus. Im Südosten kreuzt sie mit der II-73, welche nach Karnobat über den Rischki-Pass führt. Da der Warbischki-Pass, über den die I-7 führt, für den allgemeinen Verkehr gesperrt ist, wird die II-73 ab hier als Alternativroute für die I-7 benutzt. Der Pass kann befahren werden, jedoch ist sein Zustand sehr schlecht (siehe Bild).
Die Straße ist vor Mokren ab der Einmündung der II-48 wieder gut befahrbar. Die II-48 kann ebenfalls als Alternativroute verwendet werden.
Sie fährt nahe dem Truppenübungsplatz Nowo Selo und trifft später in einem Kreisverkehr auf die I-6 und III-707. Sie verlässt den Kreisverkehr in südwestlicher Richtung nach Jambol und umfährt nach einer Anschlussstelle mit der A1 „Trakia“ Jambol in einem großen Bogen. Die Umfahrungsstrecke liegt im Westen.
Nach Jambol ist die nächste Stadt Elchowo, welche jedoch ebenfalls im Westen umfahren wird. Danach führt die Straße weiter nach Süden und endet am Grenzübergang Lessewo-Hamzabeyli.